# Chhnal Mean
Chhnal Mean o Chhnal Moan es una comuna (khum) del distrito de Koas Krala, en la provincia de Battambang, Camboya. En marzo de 2008 tenía una población estimada de 3728 habitantes.
Se encuentra ubicada al oeste del país, a poca distancia al este de los montes Cardamomo y la frontera con Tailandia y al oeste del lago Sap (Tonlé Sap).